# 제1차 고려-몽골 전쟁
제1차 고려-몽골 전쟁(第一次高麗蒙古戰爭)은 1231년 살리타이가 이끄는 몽골 제국군이 고려를 침공해 일어난 전쟁이다.

## 개요
칭기즈 칸의 대를 이은 오고타이 칸(태종)은 1231년(고종 18) 장군 살리타(한국 한자: 撒禮塔)에게 별군(別軍)을 주어 침입에 착수하여, 음력 8월에 압록강을 넘어 의주·철주 등을 함락하고 계속 남하하였다. 고려군은 이를 맞아 구주(귀주)·자주(慈州)·서경 등에서 크게 무찌르는 등 선전하였으나 전체적인 전세는 불리하게 돌아갔다. 남하하던 몽골군이 개경을 포위하자 고종은 할 수 없이 살리타가 보낸 권항사(勸降使)를 만나고 왕족 회안공 정(淮安公 侹)을 적진에 보내어 강화를 맺게 하였다.
그 결과 전쟁은 일단 중지되고 몽골은 이듬해인 1232년 음력 1월 군대를 철수하였는데 몽골 사료에는 이때 전국에 다루가치(한국 한자: 達魯花赤) 72명을 두었다고 전하나 《고려사》에는 전혀 이런 기록이 없다.